# Пам'ятки історії Хорольського району
У Хорольському районі Полтавської області нараховується 63 пам'ятки історії.
| #   | назва | адреса                                                            | роки події            | роки встановлення          | автор                                                                                               | матеріали                                              | розміри                               | рішення                                                                          |
| --- | --- | ----------------------------------------------------------------- | --------------------- | -------------------------- | --------------------------------------------------------------------------------------------------- | ------------------------------------------------------ | ------------------------------------- | -------------------------------------------------------------------------------- |
| 1.  | Приміщення, в якому відбувся 25.01.1918 І з'їзд Рад Хорольського району                                                       | м. Хорол, вул. Незалежності, 15/3                                 | 1918                  | 1967 — мем. дошка          | -                                                                                                   | двоповерхове цегляне                                   | пл. 383 м²                            | Рішення Полтавського облвиконкому, 1967 р.                                       |
| 2.  | Приміщення, в якому розміщувався Хорольський волосний комітет комсомолу                                                       | м. Хорол, вул. 8 Березня, 45                                      | 1920                  | 1968 — мем. дошка          | -                                                                                                   | одноповерхове цегляне                                  | пл. 159 м²                            | -                                                                                |
| 3.  | Могили учасників громадянської війни                                                                                          | м. Хорол, вул. Небесної Сотні                                     | 1918—1919             | 1955                       | Місцеві майстри                                                                                     | обеліск — цегла оштук.                                 | вис. 4,4 м                            | Рішення Хорольського райвиконкому № 2 від 3.03.1955 р.                           |
| 4.  | Меморіал «Хорольська яма» | м. Хорол, вул. Кременчуцька, парк «Дубова роща»                   | 1941—1943             | 1991                       | Архітектори А. П. Сницарєв, О. К. Стукалов, Ю. А. Чеканюк, скульптори М. Я. Грицюк, Ю. Л. Синькевич |                                                        |                                       |                                                                                  |
| 5.  | Братська могила 10 тисяч жертв фашизму                                                                                        | м. Хорол, територія цегельного заводу, південна частина           | 1941—1943             | 1957, рек. 1982            | Харківський скульптурний комбінат                                                                   | залізобетон, бетон                                     | вис. ск. — 3,1 м,2,9 м, пост. — 1,5 м | -                                                                                |
| 6.  | Братська могила 17 тисяч жертв фашизму                                                                                        | м. Хорол, територія нафтобази (4,5 км від центру міста)           | 1941—1943             | 1957                       | ск. Я. Рик, арх. Н. Клейн                                                                           | залізобетон, цегла оштук.                              | вис. ск. — 2,5 м, пост. — 3,5 м       | -                                                                                |
| 7.  | Братська могила 37 тисяч жертв фашизму                                                                                        | м. Хорол, вул. Небесної Сотні, за 150 м від школи № 2             | 1941—1943             | 1949, рек. 1982            | | ск. і пост. — залізобетон                              | вис. ск. — 3,5 м, пост. — 3,3 м       | -                                                                                |
| 8.  | Братська могила 5 тисяч жертв фашизму                                                                                         | м. Хорол, територія цегельного заводу                             | 1941—1943             | 1957                       | Місцеві майстри                                                                                     | обеліск — цегла оштук.                                 | вис. 4,5 м                            | -                                                                                |
| 9.  | Братська могила військовополонених радянських воїнів, пам'ятний знак полеглим землякам                                        | м. Хорол, вул. Небесної Сотні, біля Будинку культури              | 1941—1943, 1941—1945  | 1957, рек. 1983            | Харківський скульптурний комбінат                                                                   | залізобетон, цегла облиць. плиткою з мармурової крихти | вис. ск. — 6,0 м, пост. — 1,9 м       | -                                                                                |
| 10. | Братська могила 22 тисяч жертв фашизму                                                                                        | м. Хорол, вул. Вокзальна                                          | 1941—1943             | 1957                       | Харківський скульптурний комбінат                                                                   | залізобетон, цегла оштук.                              | вис. ск. — 2,5 м, пост. — 3,5 м       | -                                                                                |
| 11. | Братська могила жертв фашизму                                                                                                 | м. Хорол, територія учгоспу ПТУ№ 5 (біля автотраси Київ — Харків) | 1941—1943             | 1975                       | Місцеві майстри                                                                                     | стела — залізобетон                                    | вис. 7 м                              | -                                                                                |
| 12. | Меморіальна дошка на честь перебування в Хоролі Г. І. Петровського                                                            | м. Хорол, Будинок культури                                        | 1920                  | 1985                       | Місцеві майстри                                                                                     | алюміній                                               | 0,52 х 0,42 м                         | Постанова Полтавського бюро обкому партії і облвиконкому № 468 від 19.01.1982 р. |
| 13. | Могила радянського воїна | м. Хорол, вул. Гагаріна                                           | 1943                  | 1957                       | ск. О. Г. Савельєв                                                                                  | залізобетон, цегла оштук.                              | вис. ск. — 3,3 м, пост. — 2,8 м       | Рішення Хорольського райвиконкому № 46 від 20.08.1956 р.                         |
| 14. | Будинок, в якому народився і жив Герой Радянського Союзу М. А. Леуцький                                                       | м. Хорол, вул. Леуцького, 36                                      | 1912—1944             | 1967 — мем. дошка          | -                                                                                                   | одноповерховий глинобитний                             | пл. 84 м²                             | -                                                                                |
| 15. | Пам'ятник трудової слави — трактор «Універсал»                                                                                | м. Хорол, сільгосптехнік, вул. Гагаріна, 4                        |                       | 1972                       | Місцеві майстри                                                                                     | пост. — метал                                          | вис. пост. 4,7 м                      | -                                                                                |
| 16. | Меморіальна дошка на честь революціонера М. Станкіна                                                                          | м. Хорол, вул. Станкіна, 3                                        |                       |                            | |                                                        |                                       |                                                                                  |
| 17. | Братська могила радянських воїнів, пам'ятний знак полеглим воїнам-землякам                                                    | с. Куторжиха, меморіальний комплекс                               | 1943, 1941–1945       | 1957                       | ск. О. Г. Савельєв                                                                                  | залізобетон, цегла оштук.                              | вис. ск. — 2,7 м, пост. — 3,3 м       | -                                                                                |
| 18. | Братська могила радянських воїнів, пам'ятний знак полеглим воїнам-землякам                                                    | с. Хвощівка, меморіальний комплекс                                | 1943, 1941–1945       | 1956                       | ск. О. Г. Щербина                                                                                   | залізобетон, цегла оштук.                              | вис. ск. — 2,5 м, пост. — 3,5 м       | -                                                                                |
| 19. | Братська могила радянських воїнів, пам'ятний знак полеглим воїнам-землякам                                                    | с. Андріївка, меморіальний комплекс                               | 1941, 1943, 1941–1945 | 1956                       | ск. Я. Рик, арх. Н. Клейн                                                                           | залізобетон, цегла оштук.                              | вис. ск. — 3,2 м, пост. — 2,3 м       | -                                                                                |
| 20. | Меморіальна дошка на честь нагородження колгоспу ім. Ілліча пам'ятним прапором ЦК КПРС, Президії Верховної Ради СРСР, РМ СРСР | с. Андріївка, Будинок кільтури (контора колгоспу)                 | 1967                  | 1967                       | Московські художні майстерні                                                                        | метал                                                  | 1,6 х 1,1 х 0,7 м                     | -                                                                                |
| 21. | Братська могила радянських воїнів, пам'ятний знак полеглим воїнам-землякам                                                    | с. Козубівка, меморіальний комплекс                               | 1943, 1941–1945       | 1955                       | ск. О. Г. Савельєв                                                                                  | залізобетон, цегла оштук.                              | вис. ск. — 3,0 м, пост. — 4,2 м       | -                                                                                |
| 22. | Братська могила радянських воїнів, пам'ятний знак полеглим воїнам-землякам                                                    | с. Березняки, меморіальний комплекс                               | 1943, 1941–1945       | 1956                       | ск. О. Г. Савельєв                                                                                  | залізобетон, цегла оштук.                              | вис. ск. — 3,0 м, пост. — 2,3 м       | -                                                                                |
| 23. | Будинок, в якому у липні 1845 року зупинявся Т. Г. Шевченко                                                                   | с. Вишняки                                                        | липень 1845           | 1961 — мем. дошка — мармур | -                                                                                                   | двоповерховий цегляний                                 | пл. 459 м²                            | -                                                                                |
| 24. | Братська могила радянських воїнів-танкістів, які визволяли місто від німецько-фашистських загарбників                         | с. Вишняки                                                        | 14.09.1943            | 1975                       | -                                                                                                   | танк Т-34, пост. — цегла, бетон                        | вис. пост. — 1,6 м                    | Постанова бюро Полтавського обкому партії і облвиконкому № 20 від 14.03.1975 р.  |
| 25. | Пам'ятний знак полеглим воїнам-землякам                                                                                       | с. Вишняки, центр                                                 | 1941—1945             | 1975                       | ск. Б. Ульянов, арх. О. Стукалов                                                                    | залізобетон, цегла оштук.                              | вис. ск. — 2,1 м, пост. — 2,0 м       | Рішення Хорольського райвиконкому № 21 від 29.09.1975 р.                         |
| 26. | Могила радянського воїна | с. Вишняки, кладовище                                             |                       |                            | |                                                        |                                       |                                                                                  |
| 27. | Братська могила радянських воїнів, пам'ятний знак полеглим воїнам-землякам                                                    | с. Демина Балка, меморіальний комплекс                            | 1943, 1941–1945       | 1956                       | ск. О. Г. Савельєв                                                                                  | залізобетон, цегла оштук.                              | вис. ск. — 2,7 м, пост. — 4,5 м       | -                                                                                |
| 28. | Могила О. М. Шинкаренко (Коцюбинської)                                                                                        | с. Демина Балка                                                   | 1877—1922             | 1964                       | Місцеві майстри                                                                                     | мармурова крихта                                       | вис. 1,9 м                            | -                                                                                |
| 29. | Пам'ятний знак полеглим воїнам-землякам                                                                                       | с. Клепачі                                                        | 1941—1945             | 1967                       | Київський скульптурний комбінат                                                                     | залізобетон, цегла оштук.                              | вис. ск. — 4,0 м, пост. — 2,3 м       | -                                                                                |
| 30. | Пам'ятний знак полеглим воїнам-землякам                                                                                       | с. Вергуни                                                        | 1941—1945             | 1975                       | ск. Сабанєєва, арх. О. Стукалов                                                                     | залізобетон, цегла оштук.                              | вис. ск. — 1,6 м, пост. — 1,3 м       | Постанова бюро Полтавського обкому партії і облвиконкому № 20 від 14.03.1975 р.  |
| 31. | Братська могила радянських воїнів, пам'ятний знак полеглим воїнам-землякам                                                    | с. Ковалі, меморіальний комплекс                                  | 1943, 1941–1945       | 1956                       | ск. О. Г. Савельєв                                                                                  | залізобетон, цегла оштук.                              | вис. ск. — 3,0 м, пост. — 4,0 м       | -                                                                                |
| 32. | Могила радянського воїна, пам'ятний знак полеглим воїнам-землякам                                                             | с. Грушине, меморіальний комплекс                                 | 1941, 1941–1945       | 1955                       | ск. О. Г. Савельєв                                                                                  | залізобетон, цегла оштук.                              | вис. ск. — 2,7 м, пост. — 3,0 м       | -                                                                                |
| 33. | Могила Л. І. Боровиковського — українського поета-байкаря і фольклориста                                                      | с. Мелюшки, кладовище                                             | помер 1889            | 1961                       | Місцеві майстри                                                                                     | обеліск — бетон                                        | вис. 2,9 м                            | -                                                                                |
| 34. | Братська могила радянських воїнів, пам'ятний знак полеглим воїнам-землякам                                                    | с. Мелюшки, центр, меморіальний комплекс                          | 1941, 1943, 1941–1945 | 1956                       | ск. О. Г. Савельєв                                                                                  | залізобетон, цегла оштук.                              | вис. ск. — 2,8 м, пост. — 3,6 м       | -                                                                                |
| 35. | Пам'ятний знак полеглим воїнам-землякам                                                                                       | с. Мусіївка, центр                                                | 1941—1945             | 1975                       | арх. О. Стукалов                                                                                    | залізобетон, цегла оштук.                              | вис. ск. — 2,4 м, пост. — 3,0 м       | Постанова бюро Полтавського обкому партії і облвиконкому № 20 від 14.03.1975 р.  |
| 36. | Меморіальна дошка в пам'ять земляка Героя Радянського Союзу П. Я. Посвіта                                                     | с. Новачиха, Будинок культури                                     | 1908—1944             | 1975                       | Полтавські художні майстерні                                                                        | граніт                                                 | 0,8 х 0,6 м                           | Постанова бюро Полтавського обкому партії і облвиконкому № 20 від 14.03.1975 р.  |
| 37. | Пам'ятний знак полеглим воїнам-землякам                                                                                       | с. Новачиха, центр                                                | 1941—1945             | 1965                       | Місцеві майстри                                                                                     | стела — цегла оштук.                                   | вис. 2,7 м                            | -                                                                                |
| 38. | Братська могила воїнів періоду громадянської війни                                                                            | с. Новоаврамівка, околиця села                                    | 1918—1920             | 1967                       | Місцеві майстри                                                                                     | стела — цегла оштук.                                   | вис. 5 м                              | -                                                                                |
| 39. | Братська могила радянських воїнів, пам'ятний знак полеглим воїнам-землякам                                                    | с. Новоаврамівка, меморіальний комплекс                           | 1943, 1941–1945       | 1950                       | Київський скульптурний комбінат                                                                     | залізобетон, цегла оштук.                              | вис. ск. — 2,2 м, пост. — 3,0 м       | -                                                                                |
| 40. | Меморіальна дошка з текстом Указу Президії Верховної ради СРСР про нагородження колгоспу орденом Трудового Червоного Прапора  | с. Новоаврамівка                                                  | -                     | 1967                       | -                                                                                                   | мармур                                                 | 0,9 х 0,7 м                           | -                                                                                |
| 41. | Братська могила радянських воїнів, пам'ятний знак полеглим воїнам-землякам                                                    | с. Попівка, кладовище, меморіальний комплекс                      | 1943, 1941–1945       | 1950                       | ск. О. Г. Савельєв                                                                                  | залізобетон, цегла оштук.                              | вис. ск. — 2,8 м, пост. — 3,3 м       | -                                                                                |
| 42. | Братська могила радянських воїнів, пам'ятний знак полеглим воїнам-землякам                                                    | с. Мала Попівка, меморіальний комплекс                            |                       |                            | |                                                        |                                       |                                                                                  |
| 43. | Могила льотчика Я. Я. Шевченка                                                                                                | с. Павленки, кладовище                                            | 1942                  | 1957                       | Місцеві майстри                                                                                     | обеліск — цегла оштук.                                 | вис. 2,7 м                            | -                                                                                |
| 44. | Братська могила радянських воїнів, пам'ятний знак полеглим воїнам-землякам                                                    | с. Петрівка, меморіальний комплекс                                | 1943, 1941–1945       | 1957                       | ск. О. Г. Савельєв                                                                                  | залізобетон, цегла оштук.                              | вис. ск. — 2,7 м, пост. — 3,0 м       | -                                                                                |
| 45. | Братська могила радянських воїнів, пам'ятний знак полеглим воїнам-землякам                                                    | с. Єньки, меморіальний комплекс                                   | 1943, 1941–1945       | 1957                       | ск. О. Г. Савельєв                                                                                  | залізобетон, цегла оштук.                              | вис. ск. — 2,7 м, пост. — 4,3 м       | -                                                                                |
| 46. | Братська могила радянських воїнів, пам'ятний знак полеглим воїнам-землякам                                                    | с. Покровська Багачка, меморіальний комплекс                      | 1941, 1943, 1941–1945 | 1957                       | ск. Попович                                                                                         | залізобетон, цегла оштук.                              | вис. ск. — 2,7 м, пост. — 1,5 м       | -                                                                                |
| 47. | Пам'ятний знак полеглим воїнам-землякам                                                                                       | с. Староаврамівка                                                 | 1941—1945             | 1967                       | Київський скульптурний комбінат                                                                     | залізобетон, цегла оштук.                              | вис. ск. — 2,2 м, пост. — 2,3 м       | -                                                                                |
| 48. | Братська могила радянських воїнів, пам'ятний знак полеглим воїнам-землякам                                                    | с. Бутівці, меморіальний комплекс                                 | 1941, 1941–1945       | 1956                       | ск. Я. Рик, арх. Н. Клейн                                                                           | залізобетон, цегла оштук.                              | вис. ск. — 2,7 м, пост. — 3,2 м       | -                                                                                |
| 49. | Пам'ятний знак полеглим воїнам-землякам                                                                                       | с. Тарасівка                                                      | 1941—1945             | 1971                       | ск. Кашимов, арх. Прохоренко                                                                        | залізобетон, цегла оштук.                              | вис. ск. — 3,0 м, пост. — 1,2 м       | Постанова Полтавського обкому партії № 6 від 20.01.1971 р.                       |
| 50. | Братська могила радянських воїнів                                                                                             | с. Трубайці                                                       | 1943                  | 1954                       | ск. О. Г. Щербина                                                                                   | залізобетон, цегла оштук.                              | вис. ск. — 2,7 м, пост. — 3,5 м       | -                                                                                |
| 51. | Пам'ятний знак полеглим воїнам-землякам                                                                                       | с. Хильківка                                                      | 1941—1945             | 1971                       | ск. Суботіна                                                                                        | залізобетон, цегла оштук.                              | вис. ск. — 3,2 м, пост. — 1,6 м       | Постанова Полтавського обкому партії № 6 від 20.01.1971 р.                       |
| 52. | Братська могила радянських воїнів, пам'ятний знак полеглим воїнам-землякам                                                    | с. Шишаки, меморіальний комплекс                                  | 1941, 1943, 1941–1945 | 1954                       | ск. О. Г. Савельєв                                                                                  | залізобетон, цегла оштук.                              | вис. ск. — 2,8 м, пост. — 2,1 м       | -                                                                                |
| 53. | Меморіальна дошка на честь перебування Г. І. Петровського в селі                                                              | с. Шишаки, будинок культури                                       |                       |                            | |                                                        |                                       |                                                                                  |
| 54. | Могила борця за радянську владу на Буковині І. Д. Стасюка                                                                     | с. Шишаки, кладовище                                              | 1945                  | 1983                       | Місцеві майстри                                                                                     | обеліск — мармурова крихта                             | вис. 1,5 м                            | -                                                                                |
| 55. | Пам'ятний знак полеглим воїнам-землякам                                                                                       | с. Павлівка                                                       | 1941—1945             | 1956                       | Харківський скульптурний комбінат                                                                   | залізобетон, цегла оштук.                              | вис. ск. — 2,7 м, пост. — 2,2 м       | -                                                                                |
| 56. | Пам'ятний знак полеглим воїнам-землякам                                                                                       | с. Штомпелівка                                                    | 1941—1945             | 1971                       | ск. Сидоренко                                                                                       | залізобетон, цегла оштук.                              | вис. ск. — 2,5 м, пост. — 1,7 м       | Постанова Полтавського обкому партії № 6 від 20.01.1971 р.                       |
| 57. | Пам'ятний знак полеглим воїнам-землякам                                                                                       | с. Ялосовецьке                                                    | 1941—1945             | 1967                       | Харківський скульптурний комбінат                                                                   | залізобетон, цегла оштук.                              | вис. ск. — 3,0 м, пост. — 2,2 м       | -                                                                                |
| 58. | Братська могила радянських воїнів, пам'ятний знак полеглим воїнам-землякам                                                    | с. Бригадирівка, меморіальний комплекс                            | 1943, 1941–1945       | 1957                       | Харківський скульптурний комбінат                                                                   | залізобетон, цегла оштук.                              | вис. ск. — 2,9 м, пост. — 3,5 м       | -                                                                                |
| 59. | Пам'ятник на місці бою воїнів 237-го стрілецького полку 373-ї Миргородської Червонопрапорної стрілецької дивізії              | с. Барилове (колишнє село Хохулі)                                 | 1943                  | 1979                       | ск. Гірич, арх. Таран                                                                               | стела — залізобетон                                    | вис. ск. — 4,5 м                      | -                                                                                |
| 60. | Пам'ятний знак полеглим воїнам-землякам                                                                                       | с. Лагодівка                                                      | 1941—1945             | 1957                       | ск. О. Г. Щербина                                                                                   | залізобетон, цегла оштук.                              | вис. ск. — 2,8 м, пост. — 1,2 м       | -                                                                                |
| 61. | Пам'ятний знак полеглим воїнам-землякам                                                                                       | с. Миколаївка                                                     | 1941—1945             | 1965                       | Харківський скульптурний комбінат                                                                   | залізобетон, цегла оштук.                              | вис. ск. — 3,0 м, пост. — 4,0 м       | -                                                                                |
| 62. | Братська могила радянських воїнів, пам'ятний знак полеглим воїнам-землякам                                                    | с. Новоіванівка, меморіальний комплекс                            | 1943, 1941–1945       | 1957                       | Київський скульптурний комбінат                                                                     | залізобетон, цегла оштук.                              | вис. ск. — 1,8 м, пост. — 2,2 м       | -                                                                                |
| 63. | Братська могила радянських воїнів, пам'ятний знак полеглим воїнам-землякам                                                    | с. Орликівщина, меморіальний комплекс                             | 1943, 1941–1945       | 1957                       | ск. О. Г. Савельєв                                                                                  | залізобетон, цегла оштук.                              | вис. ск. — 2,7 м, пост. — 3,5 м       | -                                                                                |